# Старый город (Ченстохова)
Старый город (пол. Stare Miasto) — старейший район Ченстоховы. Расположен на левом берегу Варты. В период Второй мировой войны, на территории Старого города располагалось Ченстоховское гетто. В границах пролегает главная улица города — Аллея Пресвятой Девы Марии. На территории Старого города также находится базилика Святого Семейства.

## История района
XVI век — Старый город обнесён известняковой стеной. На территории был разбит рынок площадью 190 × 65 м. В таких масштабах он оставался до ликвидации Ченстоховского гетто, когда немцы сожгли западный фасад рынка.
В документах, датируемых 1564 и 1600 годом, упоминаются ратуша и скотобойня на Старом Рынке. Также, план Старого города присутствовал на шведских картах периода потопа (3-я четверть XVII века), но данные карты не сохранились до нашего времени.
Несмотря на старину района, большинство зданий Старого города относятся к XVIII и XIX веку. Многие дома этого периода построены на фундаменте более старых зданий. Некоторые старые постройки были восстановлены и реставрированы (например, корчма эпохи барокко, со сводчатыми подвалами и мансардной крышей, которая несколько раз перестраивалась).

## Промышленность
В 1889 году, между устьем Страдомки и Вартой была построена текстильная фабрика «Etablissements Motte, Meillassoux et Caulliez» (филиал, штаб-квартира во французском городе Рубе). Позже носила названия «Union Textile» и «Elanex». В настоящее время фабрика закрыта. Неподалёку находится особняк первого владельца фабрики, Жанна Мотте 1909 года постройки. Несколько домов на соседней улице были отведены для рабочих фабрики.

## Транспорт
В Старом городе расположен главный вокзал Ченстоховы — Ченстохова Особова и, рядом с ним, автобусный вокзал.

## Прочие достопримечательности
- костёл св. Зигмунта
- Архикафедральный собор Святого Семейства
- Закрытый пивоваренный завод «Кмициц» XIX века[3]
- Музей производства спичек
- Ченстоховская филармония им. Бронислава Губермана.

## Галерея

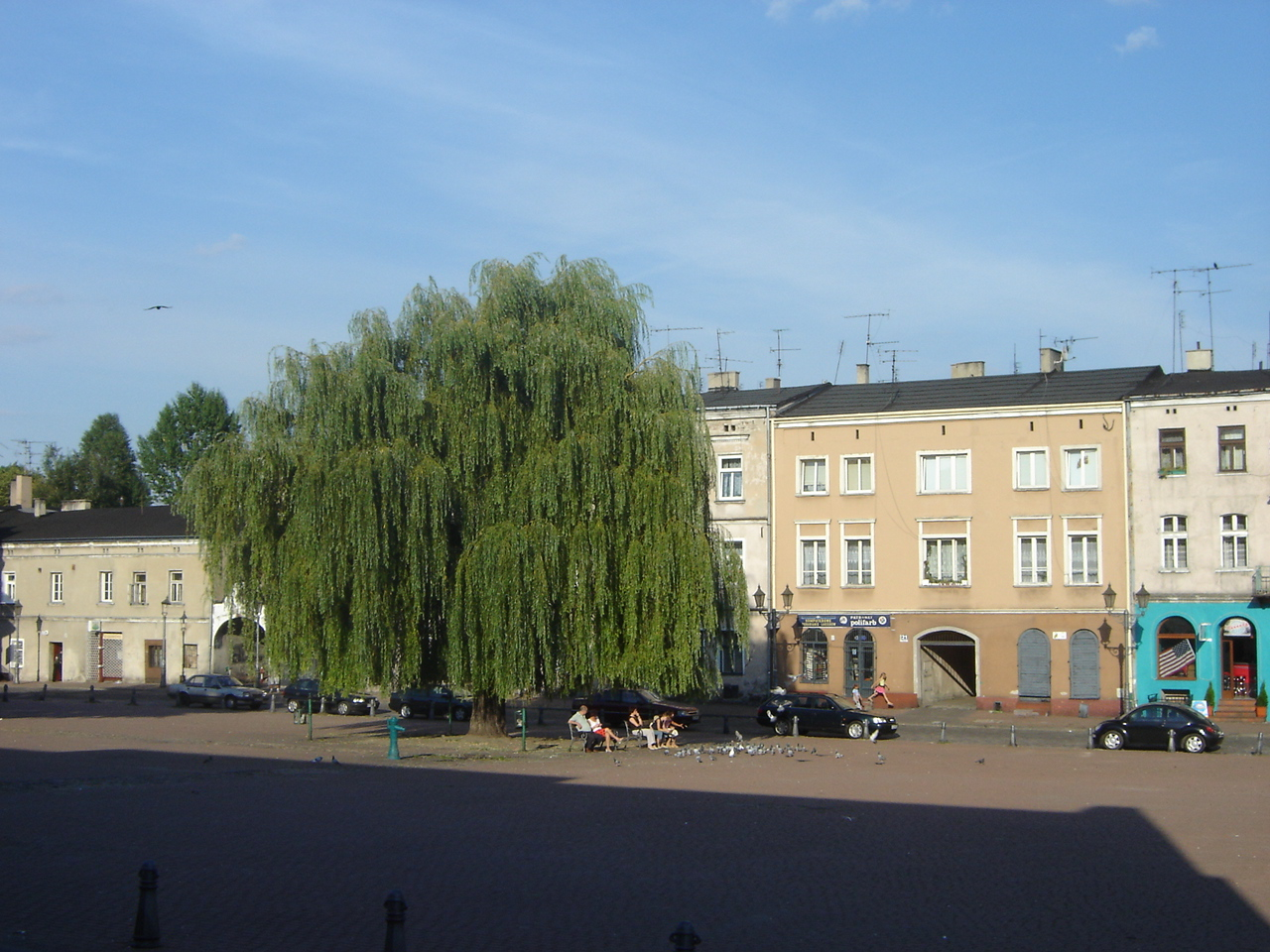
Восточный фасад рынка
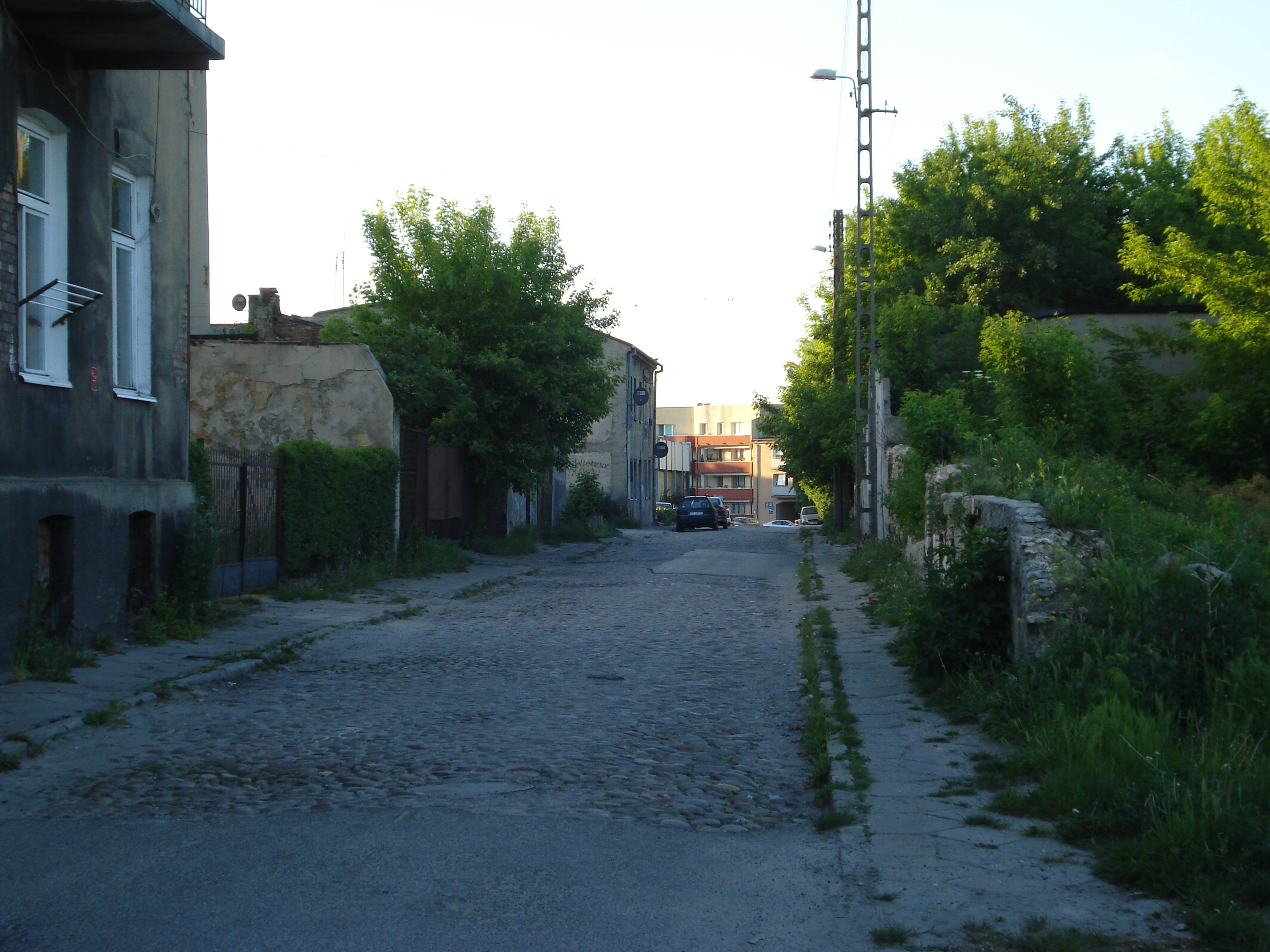
Периферийная улица Старого города
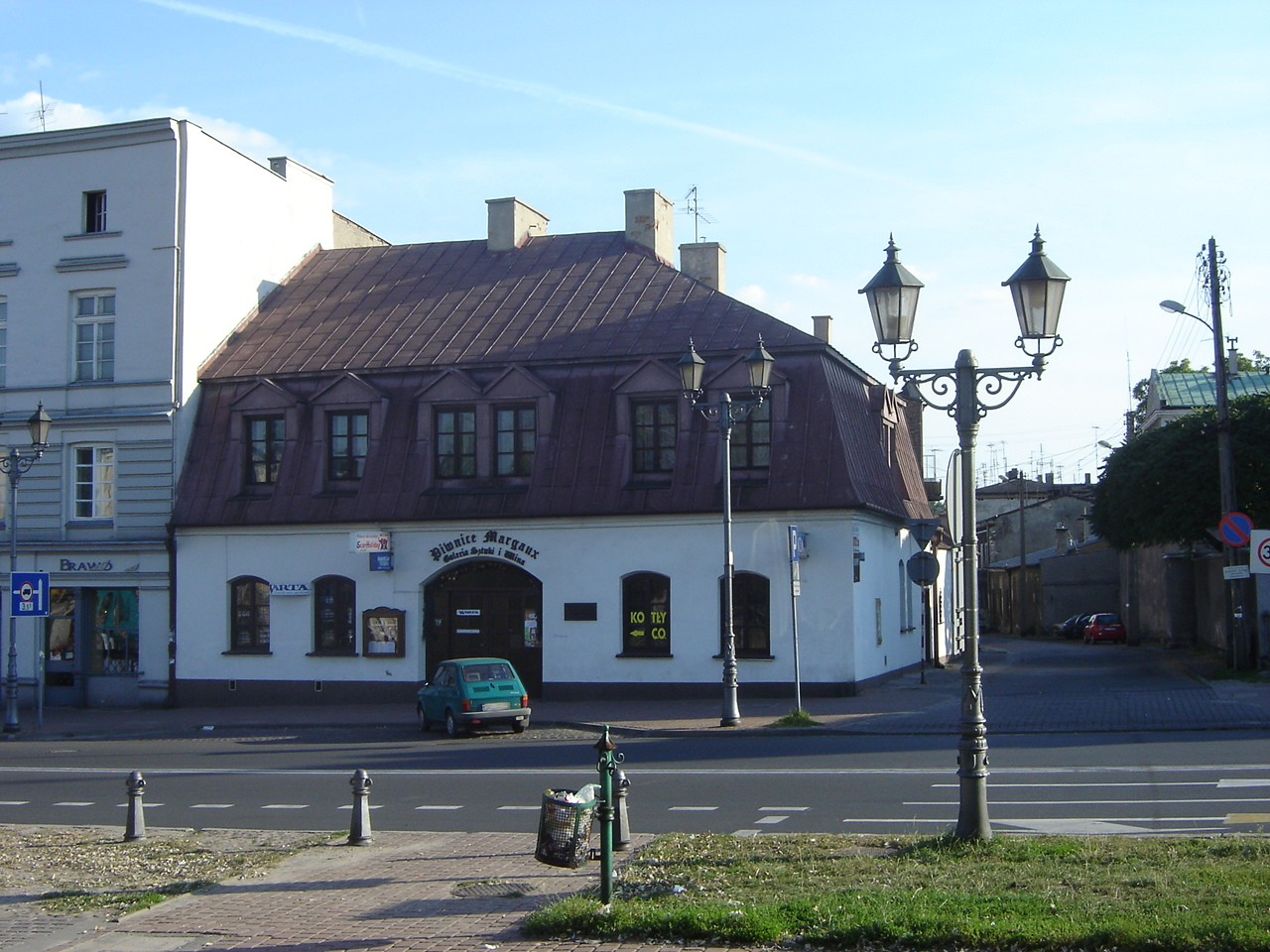
Корчма, располагающаяся на месте бывшего южного фасада рынка
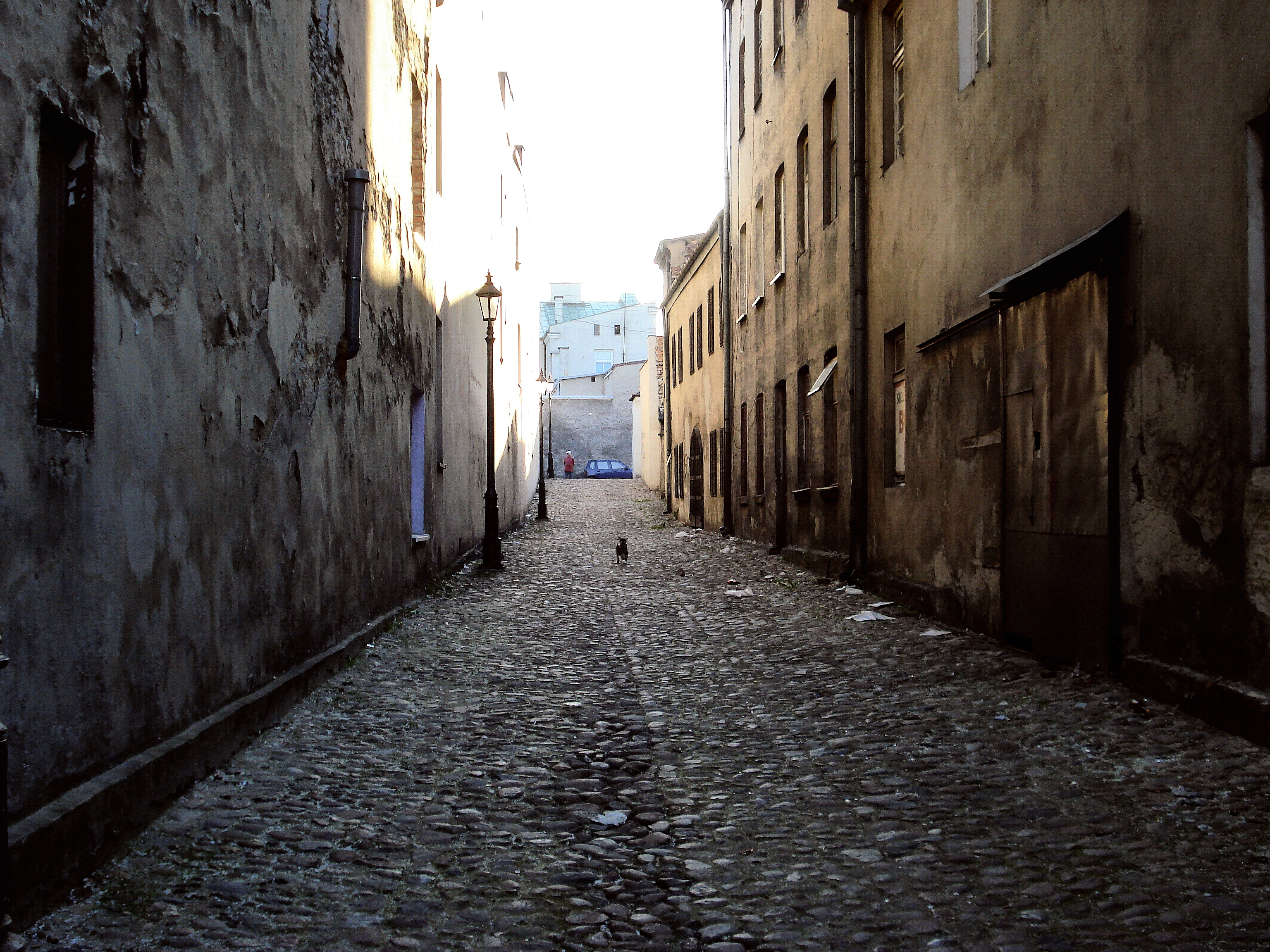
Улица Пограничная